# Pavel Brus
Pavel Brus (* 22. února 1986) je český florbalový trenér, bývalý obránce a reprezentant a trojnásobný mistr Česka. V nejvyšších florbalových soutěžích Česka, Finska a Švýcarska hrál v letech 2003 až 2015.

## Klubová kariéra
Brus s florbalem začínal v klubu North Stars Ostrava. V české nejvyšší soutěži nastoupil poprvé v sezónách 2003/2004 až 2005/2006 za 1. SC SSK Vítkovice. V tomto období dosáhl tým nejlepšího výsledku v sezóně 2004/2005, kdy získal třetí místo.
Na sezónu 2006/2007 odešel do klubu Tampere Gunners, se kterým hrál ve finské nejvyšší lize. Následující tři ročníky 2007/2008 až 2009/2010 hrál opět za Vítkovice. Z toho v sezóně 2008/2009 s týmem získal mistrovský titul a v ostatních dvou titul vicemistra. V sezónách 2010/2011 a 2011/2012 hrál opět finskou nejvyšší soutěž, tentokrát za tým Nokian KrP. Na ročník 2012/2013 se přesunul do švýcarské National League A do Grasshopper Club Zürich, kde hrál s Alešem Jakůbekem, Petrem Kožušníkem a Vojtěchem Skalíkem. Po té se znovu vrátil do Vítkovic, za které odehrál své poslední dvě sezóny 2013/2014 a 2014/2015. V roce 2014 získal s týmem druhý mistrovský titul.
S koncem hráčské kariéry začal ve Vítkovicích působit jako trenér. Od sezóny 2016/2017 byl hlavní trenér mužského týmu. V této roli získal s Vítkovicemi mistrovský titul v sezóně 2018/2019 a druhé místo v sezónách 2015/2016, 2017/2018 a 2020/2021. Byl vyhlášen nejlepším trenérem čtyř sezón 2017/2018 až 2020/2021. Je prvním florbalistou, který vyhrál Superfinále florbalu jako hráč i trenér. Po neúspěšném začátku sezóny 2022/2023 ho ve Vítkovicích nahradil Daniel Folta. Brus se v klubu dál věnuje juniorům. K mužskému týmu se vrátil na konec sezóny 2024/2025, ve které ale poprvé od roku 2007 vypadli v semifinále.

## Reprezentační kariéra

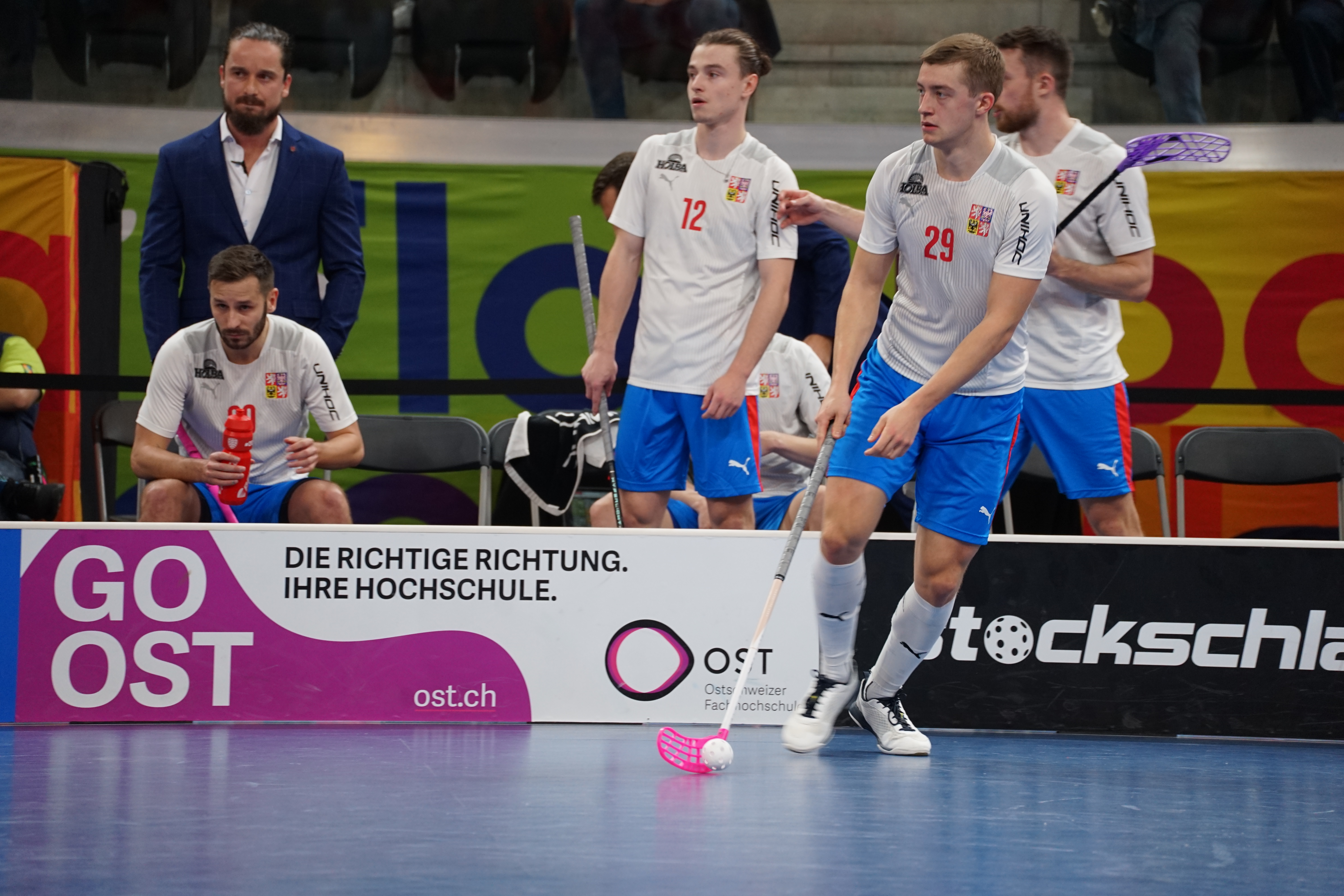
Brus (vlevo vzadu) na Mistrovství světa 2022

Brus byl kapitánem juniorské reprezentace na Mistrovství světa do 19 let v roce 2005. Za mužskou reprezentaci hrál na mistrovstvích v letech 2006 a 2008. Drughé z nich pro zranění nedokončil. Na svém třetím mistrovství v roce 2010 získal s českým týmem bronzovou medaili.
V roce 2019 se stal asistentem trenéra mužské reprezentace Petriho Kettunena, ale na konci roku rezignoval. Do realizačního týmu se vrátil v prosinci 2021 pod novým trenérem Jaroslavem Berkou. Byl tak u bronzu ze Světových her 2022, u zisku druhého českého stříbra po 18 letech na Mistrovství světa ve florbale 2022 a u nejvyššího počtu vstřelených branek švédskému týmu v historii na Euro Floorball Tour v roce 2023. U národního týmu skončil v roce 2025.
| Umístění         | Soutěž                                                 |
| ---------------- | ------------------------------------------------------ |
| 5.               | Mistrovství světa ve florbale do 19 let 2005 (kapitán) |
| 4.               | Mistrovství světa ve florbale 2006                     |
| 4.               | Mistrovství světa ve florbale 2008                     |
| Bronzová medaile | Mistrovství světa ve florbale 2010                     |
| Bronzová medaile | Florbal na Světových hrách 2022 (asistent trenéra)     |
| Stříbrná medaile | Mistrovství světa ve florbale 2022 (asistent trenéra)  |